# آيت بويحيى (أڭينان)
آيت بويحيى هي إحدى مشيخات المملكة المغربية، تتبع جغرافيا لإقليم طاطا وإداريًا لأڭينان. يقدر عدد سكانها بـ 3739 نسمة حسب الإحصاء الرسمي للسكان والسكنى لسنة 2004.